# Akron (Nova Iorque)
Akron é uma vila localizada no estado americano de Nova Iorque, no Condado de Erie.

## Demografia
Segundo o censo americano de 2000, a sua população era de 3085 habitantes.
Em 2006, foi estimada uma população de 3023, um decréscimo de 62 (-2.0%).

## Geografia
De acordo com o United States Census Bureau tem uma área de 5,1 km², dos quais 5,1 km² cobertos por terra e 0,0 km² cobertos por água. Akron localiza-se a aproximadamente 226 m acima do nível do mar.

## Localidades na vizinhança
O diagrama seguinte representa as localidades num raio de 16 km ao redor de Akron.